# 中井秀範
中井 秀範（なかい ひでのり、1958年10月22日 - ）は、富山県高岡市出身の芸能関係者。吉本興業総合企画室室長、吉本音楽出版取締役、日本音楽事業者協会専務理事などを歴任。

## 来歴・人物
慶應義塾大学法学部法律学科を卒業後、1981年に吉本興業入社。桂三枝（現・六代目桂文枝）、桂文珍、明石家さんま、ダウンタウンらのマネージャーを歴任、また、FUJIWARAの名付け親でもある。心斎橋筋2丁目劇場の設立、吉本新喜劇プロジェクト、吉本総合芸能学院（NSC）の開設に携わり、よしもとファンダンゴ（旧ファンダンゴ）代表取締役社長、吉本音楽出版代表取締役社長などを歴任した。他にも、東京電力のインターネットサービスプロバイダ「TEPCOひかり」向けブロードバンドサイト「casTY」やスカパー!などで視聴できたCSチャンネル『ファンダンゴTV』など吉本興業のブロードバンド・コンテンツ配信事業を手がけた。
2007年2月25日放送の『ダウンタウンのガキの使いやあらへんで!!』の「七変化・FUJIWARA・藤本編」に出演、藤本の給料明細（本物）を見ながら、「給料明細見してみぃ! 短っ! 『転職フェスティバル』て。これで6万も貰うてんの? 1か月でこんだけしか仕事ないんけ?」などと藤本の仕事の少なさとギャラの安さを罵倒する役を演じ、浜田雅功から「芸人より喋りが上手い」と評された。
2012年、吉本興業創業100周年を記念した「吉本百年物語」のプロジェクトリーダーを担当。
2014年12月1日に開局した『Kawaiian TV』の代表取締役社長に就任。
2015年に吉本興業を退社し、一般社団法人日本音楽事業者協会専務理事、一般社団法人映像コンテンツ権利処理機構理事に就任。大阪音楽大学客員教授、情報経営イノベーション専門職大学超客員教授、関西大学専任講師。大阪・関西万博催事検討会議の委員も務める。